# 近藤宏二
近藤 宏二（こんどう こうじ　1910年9月9日 - 1990年3月19日）は、日本の医師。群馬県吾妻郡吾妻町出身。

## 人物・経歴
群馬県立高崎中学校を2年修了後、東京府立第四中学校に転入し4年修了。第一高等学校を経て、1936年に東京帝国大学医学部を卒業。1947年に東京大学より医学博士の学位を取得。学位論文の題は「本邦における潜在結核死亡推計に関する統計的研究」。 その後、厚生省（現・厚生労働省）母子衛生課長を経て、ラジオ放送黎明期にNHKラジオ第2放送と日本文化放送協会などの放送番組に出演し、自らを「ラジオ・テレビドクター」と名乗る。特にNHKラジオ第2の「療育の時間」は延べにして1万回を超える長寿番組となった。また、1970年代には文化放送で「ラジオクリニック・近藤宏二です」のパーソナリティーを務めた。1950年の第2回参議院議員通常選挙では緑風会公認で、1956年の第4回参議院議員通常選挙では日本社会党公認で全国区から立候補したがいずれも落選した。

## 著書
- 歌集「こころ」
- 「人間と結核」
- 「薬に頼らぬ健康百科」
- 「症状別癌の早期発見法」他

## 表彰
- 1963年　保険文化賞
- 1978年　藍綬褒章
- 1979年　文化放送賞